# Jessie Fauset

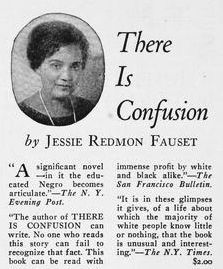
El libro de Jessie Redmon Fauset fue reseñado por varios periódicos en 1924.

Jessie Redmon Fauset (27 de abril de 1882 – 30 de abril de 1961) fue una editora, poeta, ensayista y novelista afroamericana. Se la conoce por ser una de las escritoras más prolíficas del Renacimiento de Harlem.

## Vida y obra
Fauset nació en Snow Hill, Camden County, Nueva Jersey. Hija de Anna Seamon y Redmon Fauset, un pastor de la Iglesia Presbiteriana. Su madre murió siendo Fauset aún muy pequeña. 
Jessie Fauset atendió al "Philidelphia High School for girls", y se graduó siendo la única estudiante de color. En 1905 fue a la Universidad de Cornell, siendo nuevamente la primera mujer de color en graduarse dentro de la hermandad Phi Beta Kappa. En 1912 comenzó a trabajar para el periódico de la NAACP, The Crisis, que entonces llevaba solo 16 años de edición. Entre 1919 y 1926 fue editora literaria de The Crisis siendo editor jefe W. E. B. Du Bois. 58 de sus 77 obras publicadas aparecieron en dicho diario. Escribió cuatro novelas, entre ellas, Plum Bun (1928) y The Chinaberry Tree: A Novel of American Life (1931).
Fauset trabajó durante muchos años como profesora, retirándose en 1944. Murió en 1961 de un fallo cardiaco.

## Obra selecta

### Novelas
- There Is Confusion (1924)
- Plum Bun: A Novel Without a Moral (1929) ISBN 0-8070-0919-9)
- The Chinaberry Tree: A Novel of American Life (1931) ISBN 1-55553-207-1)
- Comedy, American Style (1933)

### Ensayo
- "Some Notes On Color", The World Tomorrow (marzo de 1922).